# Werner Koch (Autor)
Werner Klaus Koch (* 18. Februar 1955 in Graz, Österreich) ist ein österreichischer Fotograf, Buchautor und Pädagoge.
Geboren in Graz maturierte er 1974 am BRG Kepler und absolvierte 1978 die Pädagogische Akademie des Bundes. Neben seiner Tätigkeit als Volksschul- und Hauptschullehrer bis 1983 übernahm er 1984 die Leitung der Volksschule St. Ulrich am Waasen. 1995 wurde Werner Koch Lehrer an der Pädagogischen Akademie in Graz, 2008 Lehrer an der Pädagogischen Hochschule Steiermark und Kirchlichen Pädagogischen Hochschule Graz.
Neben seiner pädagogischen Tätigkeit widmete er sich intensiv der Fotografie. Neben der Verleihung „honorable mention“ der Nikon Galerie Japan stellte Werner Koch seine Arbeiten in zahlreichen Ausstellungen im In- und Ausland aus: Österreich (Steirischer Herbst), Italien, Slowenien, Australien. 1981–1984 präsentierte er im Rahmen der Volkshochschule und des Kulturservices Österreich Breitwandvorträge in Überblendtechnik mit 6 Projektoren mit den Titeln: „Das Schottische Hochland und seine Inseln“ und „Die Bretagne“. Seine Autorentätigkeit begann 1984 mit Bildbänden („Vulkanland“, Verlag Styria) und Fachdidaktikbüchern sowie den Unterrichtswerken Schatzkiste 1-4 für Kinder der Volksschule (Verlag E. Dorner). Die Werke der Reihe Schatzkiste bestehen aus Buch, CD-ROM, LehrerInnenmaterial, Arbeitsheft und ggf. weiteren Veröffentlichungen.

## Werke
- Vulkanland. Bildband. Text von Fritz Edelsbacher, Verlag Styria. ISBN 978-3-222-12911-7.
- mit Irmengard Kristoferitsch, Hans Ussar: Schatzkiste 1. Dorner, ISBN 978-3-7055-1253-5.
- mit Irmengard Kristoferitsch, Hans Ussar: Schatzkiste 2. Dorner, ISBN 978-3-7055-1267-2.
- mit Irmengard Kristoferitsch, Hans Ussar: Schatzkiste 3. Dorner, ISBN 978-3-7055-0660-2.
- mit Irmengard Kristoferitsch, Hans Ussar: Schatzkiste 4. Dorner, ISBN 978-3-7055-0740-1.